# Galeno
Galeno (in greco antico: Γαληνός?, Galēnós; Pergamo, 129 – Misilmeri, 216 circa) è stato un medico greco antico, con cittadinanza romana, i cui punti di vista hanno dominato la medicina occidentale per tredici secoli, fino al Rinascimento, quando cominciarono lentamente e con grande cautela a essere messi in discussione, per esempio dall'opera di Vesalio. Dal suo nome deriva la galenica, l'arte del farmacista di preparare i farmaci.

## Biografia

### Gioventù
Galeno nacque nel 129 d.C. a Pergamo (oggi Bergama, in Asia minore), una città prospera e intellettualmente vivace, da una famiglia di architetti (infatti il padre, Nicone, e il nonno erano architetti mentre il bisnonno era studioso di geometria). La sua famiglia, di spiccata vocazione scientifica, apparteneva all'élite municipale. I suoi interessi, prima di concentrarsi sulla medicina, furono eclettici: agricoltura, architettura, astronomia, astrologia e filosofia.
A partire dall'età di 14 anni il padre lo avviò a un percorso educativo prevalentemente filosofico, permettendogli di frequentare le lezioni tenute dai maestri delle quattro principali scuole filosofiche dell'epoca: platonica, stoica, aristotelica ed epicurea. Dalla sua esperienza scolastica gli derivò una certa diffidenza verso le controversie settarie in filosofia, di fronte alle quali avrebbe finito per diventare un seguace dello scetticismo di Pirrone, se l'educazione paterna non avesse previsto lo studio dei procedimenti dimostrativi tipici della geometria euclidea: questi infatti rappresentavano un sicuro punto di riferimento e una garanzia della possibilità di raggiungere delle incontrovertibili verità scientifiche.
All'età di 16 anni il padre, ispirato da un sogno, lo avviò agli studi di medicina, che intraprese senza peraltro trascurare gli studi filosofici. Ebbe come maestri l'empirico Aischiron, l'ippocratico Stratonico, allievo di Sabino, e l'anatomista Satiro, allievo di Quinto. Divenne, per quattro anni, therapeutes (con significato di "addetto" o "socio") del dio Asclepio nel tempio locale. Dopo la morte di suo padre (148 d.C. o 149 d.C.) lasciò il tempio per studiare a Smirne, a Corinto e ad Alessandria (dove consolidò la propria formazione anatomica e venne in contatto con la tradizione dei commenti ippocratici). Studiò medicina per dodici anni. Quando tornò a Pergamo, nel 157 d.C., lavorò come medico alla scuola dei gladiatori per tre o quattro anni, durante i quali fece esperienza sui traumi e sul trattamento delle ferite, che lui, più tardi, descriverà come "le finestre nel corpo".

### La vita a Roma

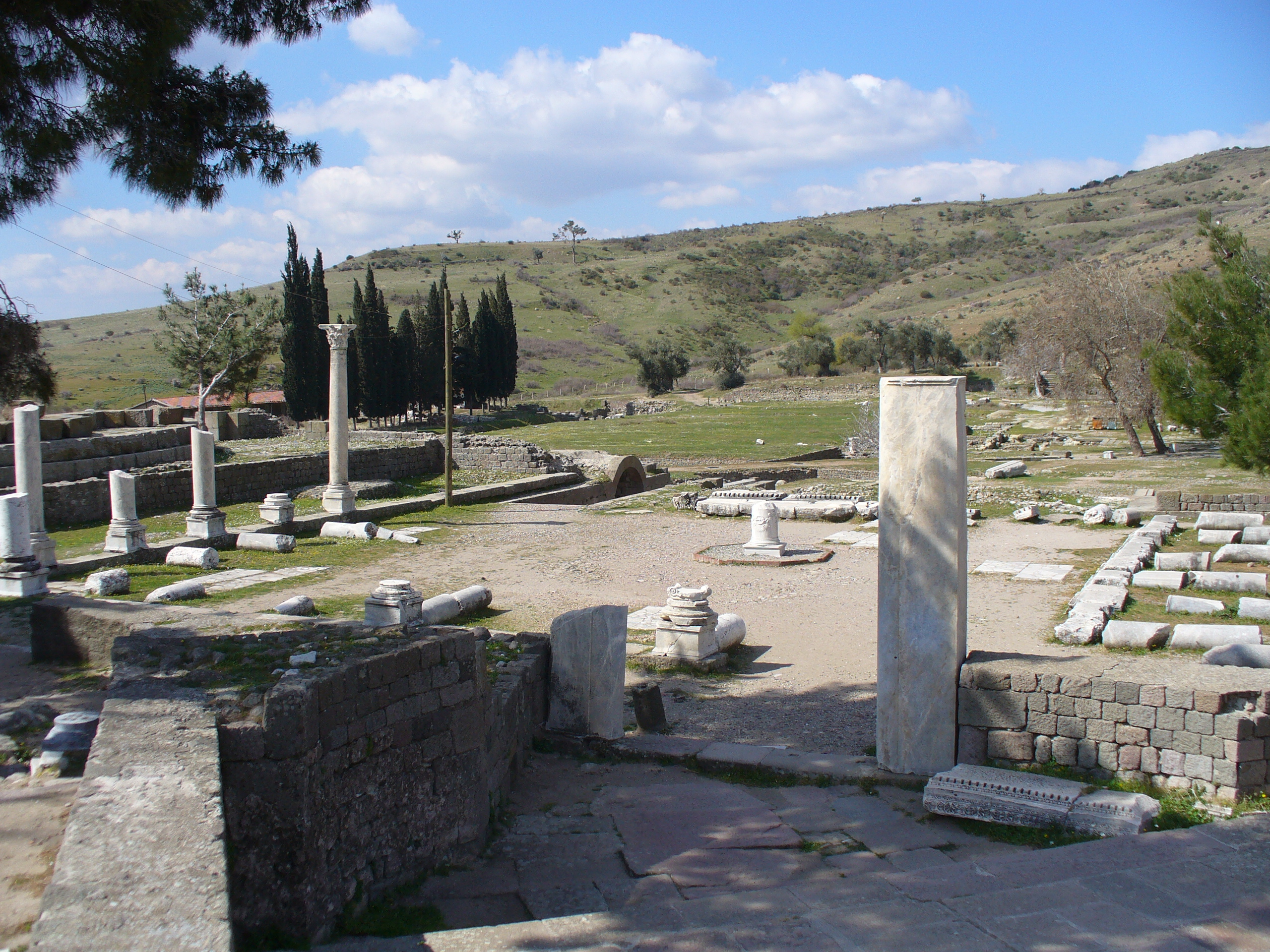
Asklepion propylon Pergamum 475

Dal 162 visse a Roma, dove giunse all'età di 33 anni portandovi i nuovi elementi della scienza medica di Ippocrate, fra i quali la teoria umorale sulle origini della pazzia. A Roma il medico greco scrisse e operò estesamente, dimostrando così pubblicamente la sua conoscenza dell'anatomia.
Nel competitivo ambiente romano, spinto da un desiderio di affermazione che giungeva fino all'eccesso di ambizione, iniziò a sfidare i rivali in ogni campo: dal capezzale del malato, agli spettacoli anatomici di vivisezione di fronte a un pubblico di intellettuali, fino alle conferenze affollate di medici affermati. Il grande successo che ottenne fu però a doppio taglio, perché da un lato si guadagnò una favorevole reputazione come medico esperto acquisendo un'ampia clientela e la stima di personaggi importanti della cerchia imperiale; dall'altro suscitò l'invidia e l'avversione di molti colleghi rivali. Uno dei suoi pazienti era il console Flavio Boeto, che lo introdusse in tribunale, dove divenne medico di corte dell'imperatore Marco Aurelio. Successivamente curò anche Lucio Vero, Commodo e Settimio Severo.
Parlava principalmente in greco, che nell'ambiente filosofico del tempo aveva maggiore diffusione del latino. Galeno nel 166 abbandonò precipitosamente la capitale per rifugiarsi a Pergamo, probabilmente per il timore di una congiura da parte di suoi rivali o per il manifestarsi a Roma della prima grande epidemia di "peste" (forse vaiolo?). Egli venne tuttavia richiamato nel 168 da una lettera di Marco Aurelio e Lucio Vero, che gli ordinavano di raggiungere gli accampamenti di Aquileia per partecipare alla spedizione contro i Quadi e i Marcomanni. Galeno trascorse l'inverno presso l'esercito, su cui infieriva l'epidemia, ma infine riuscì a convincere Marco Aurelio (adducendo la volontà del dio Asclepio apparsogli in sogno) a consentirgli di tornare a Roma, dove avrebbe dovuto occuparsi della salute del giovane Commodo.
Iniziò quindi nel 169 un periodo della sua vita estremamente produttivo: infatti, alleggerito dell'impegno presso i pazienti, riuscì a dedicarsi appieno alla sua grandiosa produzione letteraria. Probabilmente visse a corte fino alla morte di Marco Aurelio, nel 180, e abbandonò il palazzo dopo l'ascesa di Commodo, che egli considerava il più crudele tiranno mai comparso nella storia. Salvo che per il breve rientro a Pergamo (166-169), Galeno trascorse tutto il resto della sua vita nella corte imperiale, scrivendo e conducendo esperimenti. Effettuò vivisezioni di numerosi animali, più che di esseri umani, per studiare la funzione dei reni e del midollo spinale. I suoi soggetti preferiti erano le scimmie. Secondo la sua stessa testimonianza impiegava venti scrivani per annotare le sue parole. Molte delle sue opere e manoscritti furono però distrutti nel 191 dal fuoco divampato nella biblioteca del Tempio della Pace, a cui egli aveva donato i suoi scritti.
La data della sua morte è fissata convenzionalmente intorno all'anno 200, basandosi su un riferimento del X secolo, il Lessico di Suda. Secondo il Tarikh al Hukam di Al-Qifti, scritto nel 1249, la morte di Galeno è fissata al 216 in Sicilia. La sepoltura avvenne, secondo quanto riportato nella sua Riḥla (Viaggio) da Ibn Jubayr, presso Misilmeri in provincia di Palermo, dove il medico sbarcò durante la navigazione di ritorno verso l'Asia Minore, a causa di una grave malattia. Il "prenome" Claudio, non documentato prima del Rinascimento, è forse dovuto a un'errata decifrazione dell'espressione Cl. Galenus presente nei codici latini: Cl stava, probabilmente, per Clarissimus.

### L'ideale
L'abbondanza di riferimenti autobiografici nelle sue opere non appare solo dovuta a vanità, ma idealizzando la propria autobiografia Galeno traccia il profilo della formazione e del modo di vita del medico ideale. Gli stessi caratteri che attribuisce al proprio profilo culturale infatti si possono ritrovare, esposti in modo sistematico, nell'opera Sul modo di individuare il miglior medico: quest'ultimo infatti deve "avere profonda conoscenza della tradizione medica, dell'anatomo-fisiologia, della prognosi, dei metodi dimostrativi. Sono inoltre richiesti al medico l'amore assiduo per lo studio ("pazzia amorosa per la verità") e il disprezzo delle vanità mondane; è necessario poi che conosca le parti della filosofia essenziali per il suo modo di vita (etica, logica e fisica)". La sua biografia viene quindi proposta sia come modello ai discepoli sia come criterio di valutazione della qualità del medico.

## Profilo intellettuale
Nel panorama intellettuale del II secolo d.C., Galeno rappresenta un caso eccezionale: per la sua collocazione a cavallo di scienza medica e filosofia, per la varietà dei suoi interessi e per la sua sterminata produzione letteraria. Galeno era dunque medico (allievo indiretto di Asclepiade il Giovane) e filosofo, e illustri pazienti come l'imperatore Marco Aurelio lo consideravano un filosofo professionale che praticava la medicina come attività marginale: "primo fra i medici", ma "unico fra i filosofi". Non si può essere un buon medico, sosteneva in uno scritto intitolato Il miglior medico è anche filosofo, se non si conoscono logica, fisica, etica e i principi del galateo, cioè l'insieme "dell'autentica filosofia" (che secondo Galeno è contenuta soprattutto nella tradizione platonico-aristotelica, ma anche in quella stoica).
La vastità della sua produzione letteraria riflette la varietà dei suoi interessi: egli infatti compose decine di trattati su tutti gli aspetti del sapere medico, dall'epistemologia all'anatomo-fisiologia e alla psicofisiologia, dalla diagnostica alla terapeutica e alla farmacologia. Compose una vasta serie di commenti agli scritti di Ippocrate e numerose opere polemiche contro le tendenze rivali. A tutto questo si aggiunge un ampio gruppo di trattati di argomento filosofico: di logica ed etica, su Platone, Aristotele, gli stoici, Epicuro, Favorino e altri (opere in gran parte perdute per il disinteresse filosofico delle posteriori scuole di medicina). Infine, esisteva un gruppo di scritti, alcuni di considerevole ampiezza, di critica letteraria ed erudizione linguistica, destinati a integrare la paideia del medico colto.

## Posizioni filosofiche
Galeno rifiuta il dogmatismo delle sette filosofiche, preferendo all'adesione acritica un approccio più "scientifico", cercando quindi di distinguere ciò che è dimostrabile e tralasciando in genere questioni indecifrabili (come per esempio se il cosmo sia generato o ingenerato). Il suo ragionevole scetticismo non gli impedisce però di nutrire qualche certezza nei campi della teologia e della psicologia: egli infatti è sicuro che il mondo sia retto da un disegno provvidenziale che ne consente una spiegazione teleologica:
(L'utilità delle partì, libro 17)
Ed è sicuro che l'anima sia divisa in tre parti, come sostiene Platone nella Repubblica, e che l'anima insediata in un corpo sia solidale con esso, risultandogli in un certo senso "asservita".
Galeno ama a volte considerarsi platonico: benché sia lontano da varie posizioni (come le tesi cosmologiche e teologiche), in realtà accetta soprattutto la teoria della tripartizione dell'anima e della sua localizzazione somatica (espressa nel Timeo) mentre considera solo "plausibili" molte delle dottrine centrali del platonismo. Per molti aspetti, Galeno è più vicino ad Aristotele che a Platone, nonostante preferisca tacerlo: infatti di Aristotele condivide la logica (utilizza molto frequentemente il sillogismo, anche se spesso fa riferimento alla dimostrazione geometrica: "Inoltre bisogna esercitare il metodo logico al fine di conoscere quante sono tutte le malattie secondo le specie e i generi e come per ciascuna bisogna giungere alle indicazioni dei rimedi") l'impianto dell'epistemologia, la filosofia della natura e in particolare quella teoria degli elementi, che per Galeno è fondamentale ma che preferisce attribuire a Ippocrate.
L'atteggiamento di Galeno nei riguardi degli stoici è piuttosto controverso, poiché spesso a una dichiarata avversione si unisce una sostanziale concordanza sui temi centrali. Riguardo al finalismo provvidenzialistico infatti è concorde con la rigida versione stoica (che non ammette eccezioni dovute al caso) ed è concorde anche a proposito della concezione della sostanza naturale come continua e dotata di una sua intrinseca energia trasformativa. Si trova invece in disaccordo su varie questioni, come il monismo psicologico, la teoria delle passioni e il cardiocentrismo.
Lo stoicismo comunque appartiene, insieme con platonismo e aristotelismo, a quella delle due grandi tendenze della tradizione filosofico-scientifica che chiama "buona scuola" del continuismo, del finalismo, del razionalismo e della moralità positiva. A essa si contrappone la "cattiva scuola" di cui Galeno è un deciso avversario, quella degli atomisti, che, considerando la natura composta di particelle discontinue e immutabili, la consegnano alla necessità meccanicistica e al caso, negando la provvidenza divina e i valori morali, e riducendo così la vita umana a "quella delle bestie". Questa scuola, risalente a Epicuro, ha un'influenza nefasta sulla medicina stessa.
Galeno si occupò anche di religione. A proposito, per esempio, di ebrei e cristiani ritiene che essi siano dei "filosofi", ma ritiene anche che manchino loro gli strumenti di conoscenza perché non avevano ancora elaborato il contenuto della loro fede.

## L'opinione riguardo alla tradizione medica

Pergameni De Hippocratis et Platonis decretis

L'atteggiamento di Galeno in questo ambito è articolato principalmente su due versanti: da un lato c'è l'ippocratismo, la fisiopatologia umorale, il sapere clinico, prognostico e terapeutico, indispensabile per la pratica medica quotidiana. Dall'altro lato si situano l'anatomo-fisiologia aristotelica e soprattutto il grande patrimonio degli anatomisti alessandrini ed ellenistici, rappresentati principalmente da Erofilo (l'atteggiamento di Galeno riguardo a Erasistrato è controverso, poiché gli riconosce talento anatomico ma rifiuta quella che considera una sua deriva antifinalistica, meccanicistica e quasi epicurea). Questi due versanti presentano difficoltà di saldatura, poiché l'anatomo-fisiologia non ha particolari applicazioni terapeutiche (tranne che in chirurgia) mentre la medicina ippocratica non ha alcun fondamento anatomico, e questa convivenza non è di semplice gestione nella medicina unificata di Galeno. Questa duplice tradizione costituisce comunque la "buona scuola" in medicina, alla quale si contrappone quella materialistica e meccanicistica, ispirata da Epicuro e da Erasistrato: di questa fanno parte Asclepiade e la setta dei metodici, come Tessalo e Temisone.
Secondo Galeno il grande problema della medicina consisteva appunto nella perdita di un orizzonte unitario, causata dalla divisione in scuole rivali (come quelle filosofiche), al contrario delle scienze matematiche che apparivano molto più unite; inoltre il dissenso tra le diverse tradizioni indeboliva la medicina sotto il profilo epistemologico esponendola alle critiche degli scettici. Egli classificò le scuole presenti all'epoca in tre classi: metodica, empirica e dogmatica. Quella empirica e metodica rifiutavano la necessità dello studio dell'anatomia per il medico professionista, poiché non era necessaria per la diagnosi e la terapia delle malattie, che poteva basarsi sull'esperienza. Questo orientamento però rischiava di ridurre il livello culturale della medicina (che Galeno avrebbe voluto pari a quello della filosofia e delle scienze maggiori), riducendola a una semplice tecnica manuale: il caso limite di questa degradazione era rappresentato appunto dai metodici, i quali sostenevano che bastassero sei mesi per formare un buon medico (a causa di una teorizzazione della medicina estremamente semplicistica) con il risultato di aprire l'accesso all'arte medica a una folla di incompetenti.
L'anatomia effettivamente più che alla pratica clinica era utile alla dignità culturale della medicina, ed era utile anche in ambito filosofico, "per insegnare l'arte della natura operante in ogni parte del corpo". Consentendo di descrivere perfettamente il rapporto tra le strutture degli organi e le loro funzioni, l'anatomia costituiva la prova scientifica dell'esistenza di un ordine e di un senso provvidenziale del mondo, offrendo un fondamento certo alle tesi finalistiche che le filosofie potevano argomentare solo retoricamente. L'anatomia quindi poteva costituire "il principio di una teologia rigorosa", ed era quella conoscenza in grado di dare alla medicina un ruolo culturale complessivo, in una società in cui era forte il bisogno di rassicurazione sull'ordine e sul senso del mondo.
Ai razionalisti e dogmatici (Erofilei ed Erasistratei) fedeli alla tradizione della "buona scuola" medica e quindi al primato dell'anatomia, Galeno rimproverava invece la rinuncia a includere nel sapere medico la teoria dei quattro elementi primi della materia (aria, acqua, terra, fuoco) e le qualità corrispondenti a essi (caldo/freddo, umido/secco). In questo modo essi privavano la medicina del suo fondamento "bio-fisico".
Secondo Galeno dunque unificare la medicina significava ridare orientamento unitario alla professione, cioè omogeneità nella preparazione dei medici, affidabilità delle terapie ed espulsione di ciarlatani e incompetenti; mentre sul piano epistemologico significava costruire il sapere medico su una struttura fondata di teorie coerenti, sul modello delle matematiche.
Si trattava quindi di escludere dal sapere medico il materialismo e i metodici, oltre a riunificare gli empirici, che si riconoscevano nell'eredità ippocratica, con i dogmatici, che si rifacevano all'anatomia alessandrina. Questa alleanza era necessaria anche per una ragione epistemologica, infatti secondo Galeno il sapere medico doveva essere fondato da un lato sull'evidenza razionale, dall'altro su quella empirica.

## La fisiologia di Galeno

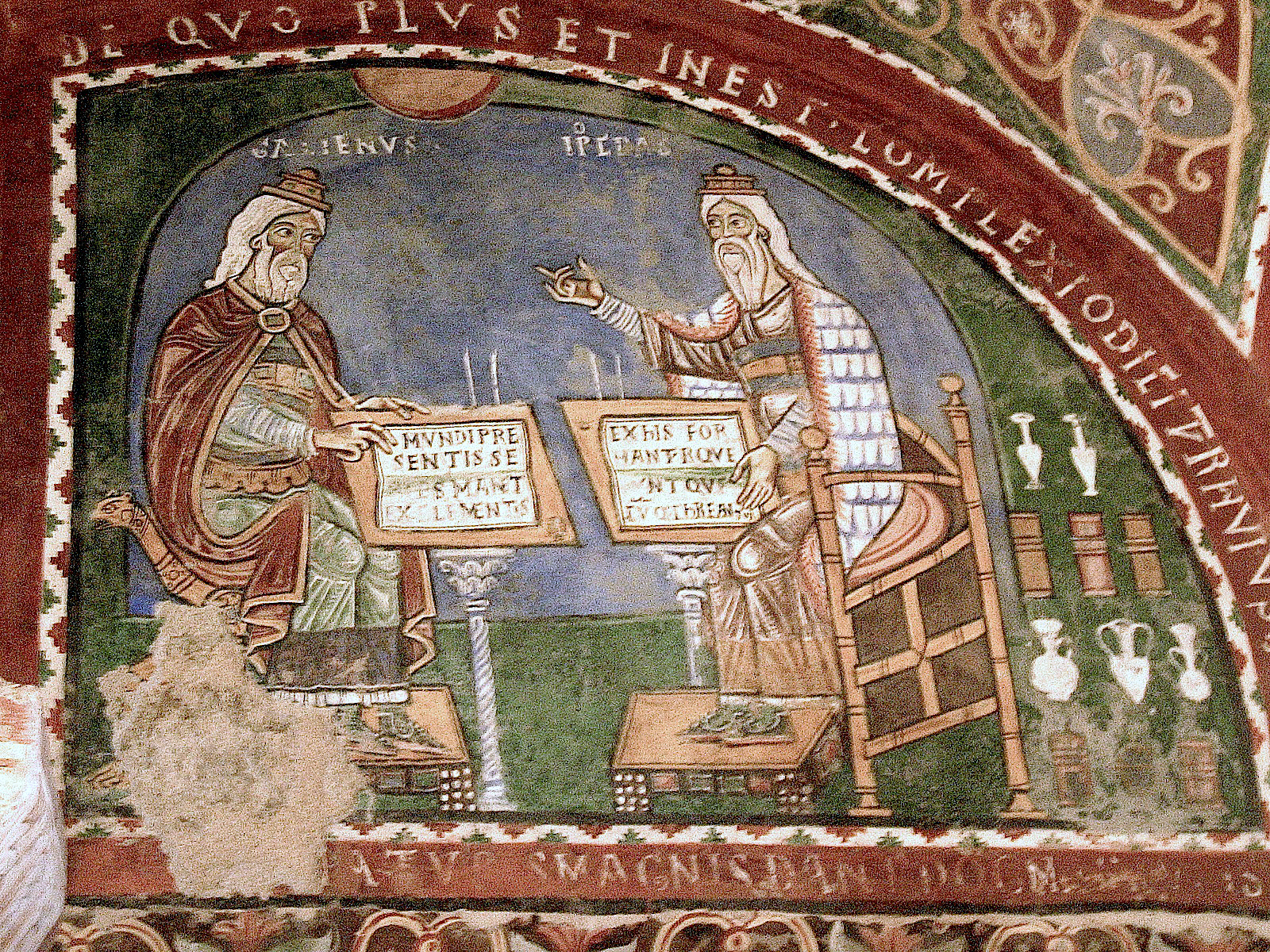
Galeno e Ippocrate in un dipinto del XII secolo (Cattedrale di Anagni)

Galeno ha tramandato la medicina ippocratica nel senso "rinascimentale". Scrisse opere voluminose di filosofia e medicina, di cui restano solo 108 scritti, parte nella stesura originale greca e parte nella versione araba. Nel suo Sugli elementi secondo Ippocrate descrive il sistema del filosofo dei "quattro umori corporei", che sono stati identificati con i quattro elementi antichi. Ha poi sviluppato le proprie teorie partendo da quei principi e ignorando completamente le opere (latine) di Celso.
Le teorie di Galeno mettono in evidenza la "creazione", benché non ex nihilo, fatta da un singolo "creatore". Questa concezione fu un motivo importante che rese le sue teorie facilmente accettabili da studiosi di epoca successiva di formazione religiosa monoteistica: cristiana, musulmana, ebraica. Nell'opera Il miglior medico è anche filosofo, sostiene che un buon medico deve eccellere nelle tre principali branche della filosofia: etica, logica, fisica.
L'etica è necessaria perché l'intervento medicale non deve avere il fine di produrre il massimo guadagno per chi lo realizza (magari ingannando il paziente). Spesso Galeno invitava i suoi discepoli al disprezzo del denaro.
Il medico deve essere un logico perché deve saper interpretare in maniera coerente i sintomi del paziente, inoltre la padronanza logica è fondamentale per confutare teorie senza fondamento dei colleghi.
L'importanza della conoscenza della fisica deriva dal fatto che a quel tempo le conoscenze di anatomia e fisiologia degli esseri viventi venivano percepite senza soluzione di continuità con quelle che riguardavano il cosmo e la terra. Conoscenza della fisica era dunque conoscenza della natura in senso lato. Gli oggetti che ci circondano sono costituiti da una physis (in greco φύσις, "natura"); le piante aggiungono physis natura, gli animali una physis anima o psyche.
Sebbene Galeno dichiari di essere all'oscuro sulla natura o sostanza dell'anima, distingue tre facoltà: razionalità con sede nel cervello, passionalità con sede nel cuore, appetitività con sede nel fegato (quest'impostazione può essere percepita assai vicina a quella odierna per l'importanza che attribuisce al cervello, per la tripartizione delle nostre facoltà, vedi psicologia). Il principio fondamentale di vita era per lui lo "pneuma" (dal greco πνεῦμα, pnèuma, "aria, alito, spirito"). Il sistema fisiologico di Galeno sostiene che il cibo venga assimilato dal corpo sotto forma di "chilo" (prodotto della digestione) e giunga al fegato per mezzo della vena porta; qui viene trasformato in sangue venoso e impregnato dello "spirito naturale". Lo spirito naturale viene dunque portato all'interno di tutto l'organismo per mezzo della circolazione venosa.
Tale circolazione incontrerà a un certo punto la vena cava che porta il sangue al cuore. Prima di giungere al cuore però il sangue deve essere depurato per cui passa dai polmoni dove viene liberato dalle scorie che porta con sé. Questo sangue ancora venoso, ma depurato, giunge alla parte destra del cuore e continua la sua circolazione venosa; ma una piccola parte passa, attraverso fori invisibili, alla parte sinistra dove incontra lo pneuma esterno e si forma così lo "spirito vitale". Lo spirito vitale viene portato in tutto l'organismo grazie alla circolazione arteriosa. Una parte del sangue in uscita dalla parte sinistra del cuore giunge al cervello, dove subisce un ulteriore arricchimento grazie allo "spirito animale", che è lo spirito più alto e permette la realizzazione delle funzioni cerebrali indispensabili per la vita dell'individuo.
Lo spirito animale nel cervello controlla movimento, percezione e sensi, lo spirito vitale nel cuore controlla il sangue e la temperatura corporea, mentre lo spirito naturale nel fegato regola alimentazione e metabolismo. Galeno ha accresciuto la sua conoscenza compiendo esperimenti con animali vivi, descritti accuratamente nella sua opera Procedimenti anatomici. Uno dei suoi metodi consisteva nel dissezionare pubblicamente un maiale vivo, tagliando consecutivamente le fasce dei suoi nervi finché, tagliato anche il nervo della laringe (ora conosciuto anche come "nervo di Galeno"), il maiale smetteva di stridere. Legò gli ureteri di animali vivi per mostrare come l'urina provenisse dai reni. Sezionò i midolli spinali per dimostrare la paralisi, e così via.
Come medico dei gladiatori studiò le ferite. Si rese conto che una lesione sui nervi esterni della colonna produce insensibilità nel tronco da quel punto in giù. Alcune delle conoscenze di Galeno sono corrette anche alla luce delle attuali conoscenze scientifiche: dimostrò che le arterie trasportano sangue (non aria, in contrasto con Erasistrato e la tradizione greca antica); effettuò i primi studi sulle funzioni dei nervi, del cervello e del cuore; sostenne inoltre che la mente era situata nel cervello e non nel cuore, a differenza di quanto affermava la tradizione aristotelica. Per quanto riguarda la circolazione sanguigna, capì che i sistemi arterioso e venoso erano intercomunicanti attraverso minuscoli vasi (ἀναστομώσεις, anastomoseis), tuttavia si sbagliò sul cuore ritenendo che il sangue potesse passare direttamente dalla parte destra a quella sinistra (questo modello di circolazione sanguigna verrà superato solo nel XVII secolo con Harvey).
Galeno seziona e viviseziona animali, rilevando le analogie tra la loro fisiologia a quella umana. Nel trattato Sui semplici, in ossequio alla tradizione ippocratica che sosteneva che nella natura c'è il rimedio di ogni male, parla di piante aventi funzione curativa anticipando la medicina naturalistica. Il "Galenos" era una soluzione di alcol e oppio che aveva effetti analgesici su quasi tutti i mali dell'epoca. Questo preparato aveva effetti collaterali e rese dipendente dall'oppio l'imperatore Marco Aurelio. Galeno non adottò il bendaggio per bloccare le emorragie, ma perorò invece vigorosamente la pratica terapeutica del salasso (in ossequio alla sua teoria umorale) come rimedio a una grande varietà di patologie.

## La fortuna delle sue teorie
L'autorità di Galeno egemonizzò la medicina, in tutti sensi, fino al XVI secolo. La maggior parte delle opere greche di Galeno sono state tradotte da monaci nestoriani nel centro medico e universitario della sasanide Jundishapur, in Persia. Gli eruditi musulmani le tradussero presto in arabo, assieme a quelle di molti altri classici greci, trasformando la sua opera in una delle fonti principali per la medicina islamica e per i suoi maggiori esponenti, quali Avicenna e Rhazes. Tali opere raggiunsero dunque l'Europa occidentale sotto forma di traduzione latina dei testi arabi.
I suoi seguaci, nella convinzione che la sua descrizione fosse completa, ritennero inutili ulteriori sperimentazioni e non procedettero oltre negli studi di fisiologia e di anatomia, un campo nel quale i primi cambiamenti si vedranno solo con Vesalio. Saranno proprio le indagini anatomiche di Andrea Vesalio a dimostrare l'inesistenza nell'uomo della rete mirabile, facendo cadere uno dei cardini della sua fisiologia e dando inizio alla confutazione e al superamento del suo impianto teorico. L'avvento della iatrochimica, infine, contribuì ulteriormente al declino della medicina galenica.

## Opere

Galenou Apanta (Opera omnia), 1538

### Scritti principali
Tra le centinaia di opere scritte da Galeno si distinguono per importanza alcuni scritti come:
- Sulla dimostrazione (De demonstratione)
- Procedimenti anatomici (Anatomicae administrationes)
- Facoltà naturali (De naturalibus facultatibus)
- Temperamenti (De temperamentis)
- Elementi secondo Ippocrate (De elementis secundum Hippocratem)
- Igiene (De sanitate tuenda)
- Metodo terapeutico (De methodo medendi), tradotto da Costantino l'Africano e noto come Megategni.
- L'utilità delle parti (De usu partium)
- L'arte medica (De arte medica)
- Le mie opinioni (De propriis placitis)

Galeno scrisse inoltre altri libri al fine di chiarire e ordinare la sua produzione (evitando false attribuzioni) e guidare il lettore a una consultazione corretta della sua opera, creando un percorso per la formazione medica e culturale. Questi scritti sono: "I miei libri" (De libris suis) e "L'ordine dei miei libri" (De ordine librorum suorum).

#### Manoscritti
- De naturalibus facultatibus lib.I-III, XV secolo, Modena, Biblioteca Estense, Fondo manoscritti, ms. alfa.v.07.04.
- De temperatura simplicium medicamentorum libri XI, XV secolo, Modena, Biblioteca Estense, Fondo manoscritti, ms. alfa.p.05.18.

### Altre edizioni

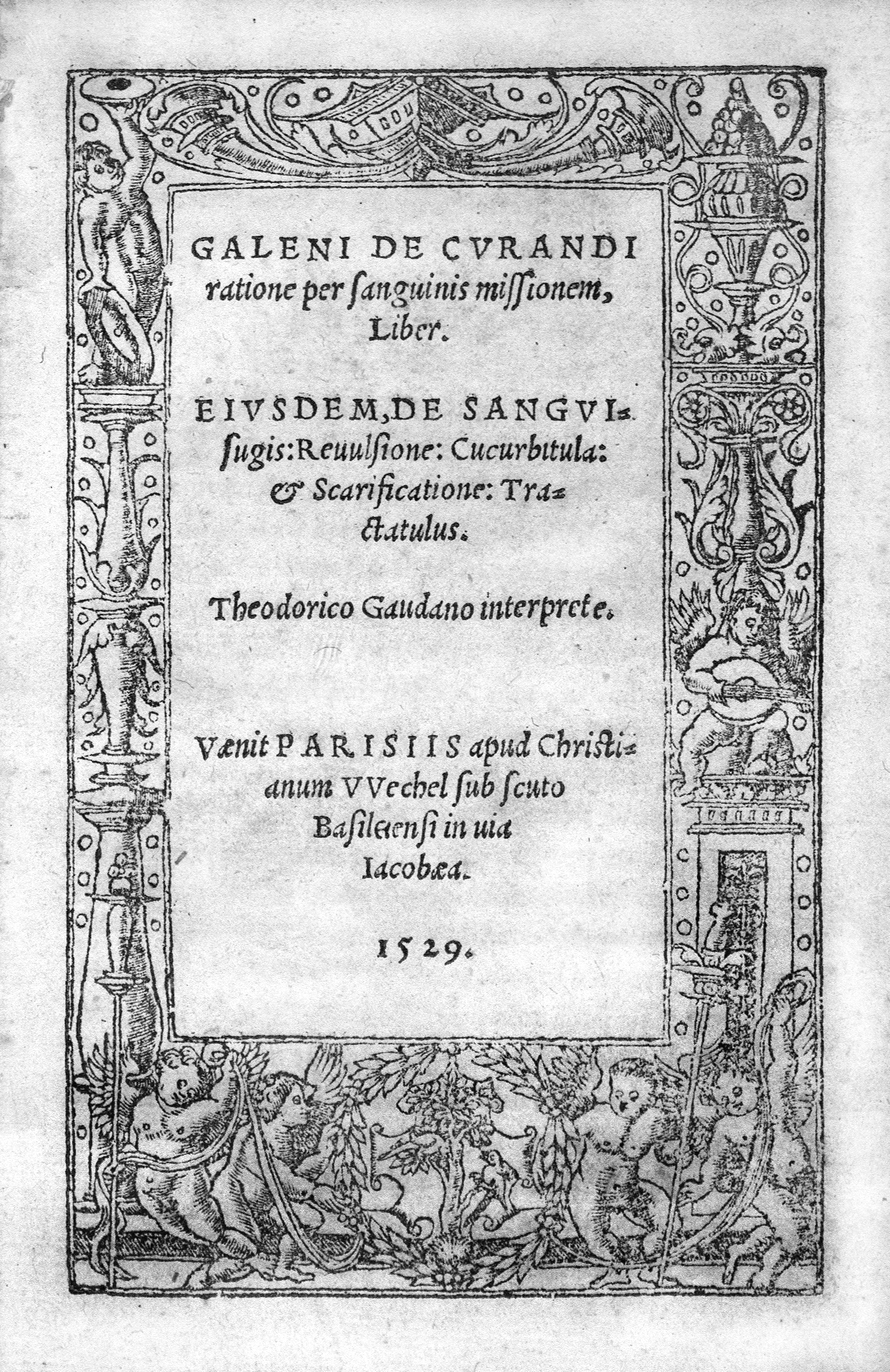
De curandi ratione

- (LA, GRC) Galeni opera omnia, Karl Gottlob Kühn (a cura di), 20 voll., Leipzig, Car. Cnoblochii, 1821-1833.
- (GRC, DE, IT, EN) Editionen online (Edizione online di diverse opere di Galeno), Corpus Medicorum Graecorum, Leipzig-Berlin, 1914-in corso.
- Galeno, Trattato sulla bile nera, a cura di Franco Voltaggio, Nino Aragno Editore, 2003. ISBN 88-8419-128-9.
- Galeno, Nuovi scritti autobiografici, a cura di Mario Vegetti, Carocci editore, Roma 2013.
- (LA) Galeno, Galeni Ars medicinalis Nicolao Leoniceno interprete, Venetijs, in officina diui Bernardini, 1537.
- (LA) Galeno, Galeni De curandi ratione per sanguinis missionem, liber. Eiusdem, De sanguisugis: reuulsione: cucurbitula: & scarificatione: tractatulus. Theodorico Gaudano interprete, Parisiis, apud Christianum Wechel sub scuto Basileiensi in uia Iacobea, 1529.
- (LA) Galeno, Claudii Galeni Pergameni De Hippocratis et Platonis decretis opus eruditum, & philosophis & medicis utilissimum: nouem libris (quorum primus desideratur) comprehensum, iamque recens latinitate donatum. Ioanne Bernardo Feliciano interp. Reliquorum Galeni librorum hoc uolumine contentorum nomenclaturam sequens elenchus indicabit, Basileae, apud Andream Cratandrum, 1535.
- (LA) Galeno, Claudii Galeni Pergameni Vtrum conceptus in vtero sit animal. Matthia Theodoro Melanelio medico Antuerpien. interprete, [s.l.], [s.n.], [s.d].
- (LA) Galeno, Vita medica. Hoc est, Galeni ygieinon, siue methodi sanitatis tuendae libri 6. Nova, eaque accuratissima versione, & perpetuis commentariis et castigationibus prudentissimis, illustrati a Casparo Hofmanno... Curante Sebastiano Scheffero, d.m., Francofurti, impensis Joannis Justi Erythropili bibliop., 1680.
- (LA) Galeno, Claudii Galeni Pergameni... de compositione pharmacorum localium, siue secundum locos, Libri decem, recens fideliter & pure conuersi d. Iano Cornario..., Vaenales habentur Parisis, apud Geruasium Cheuallonium, sub intersignio D. Christophori, 1539.
- (LA) Galeno, [Opere]. 1, Basileae, 1538.
- (LA) Galeno, [Opere]. 2, Basileae, 1538.
- (LA) Galeno, [Opere]. 3, Basileae, 1538.
- (LA) Galeno, [Opere]. 4, Basileae, 1538.
- (LA) Galeno, [Opere]. 5, Basileae, 1538.
- Galeno, Ricettario di Galeno, approuato, e molto vtile alle infermità, à cui sono sottoposti licorpi humani. Con rimedij di conseruare la sanità, e prolongare la vita, con altre nuoue ricette, che non erano ne gl'altri prima stampate, & altre da preseruarsi contra il mal contagioso, Giovanni saracino (traduttore), Bologna, Antonio Pisarri, 1671. Università di Firenze. Impronte digitali.